# Булгэряска
Булгэряска (Булгаряска; молд. Булгэряска — «болгарский танец») — один из популярных бытовых молдавских народных танцев, а также музыка к этому танцу.
Традиционно «Булгэряску» исполняли, держась за пояса или талию, в быстром темпе, как пишет М. Коцюбинский. Музыка напоминает восточную мелодию. Очевидцы отмечали, что это «бравурный и чрезвычайно быстрый танец», который имеет множество вариантов. Во второй половине XX века манера исполнения приблизилась к танцам типа Сырбы, сохранив лишь более синкопированный характер. Некоторые исследователи считают что Сырба и Булгэряска — это просто разные названия одного танца.
Вот как описывает танец один из русских путешественников в конце XIX века:

И, в один миг, как по мановению волшебного жезла, разом ударили сильные руки музыкантов. Закоротали, зазвенели струны. Ближе пригнулись к кобзам удалые кобзари, быстрее забегали их проворные пальцы. Начался круговой танец «Булгаряска»  <...>. Сплелись крепко-крепко руками и весь огромный круг нёсся, как один человек, выбивая такт сотнями утиншей (лаптей) <...>. Где там усталость!.. Старики повставали с мест, понеслись за молодыми! Уж, кажется, вот-вот слабеет хоровод, да нет же!.. Ногой топнет, соловьем-разбойником рассыпется Бокацыка, и откуда только свежесть взялась, разом завертелись все сильнее прежнего, под ногами земли не чувствуют, и пошли, пошли! У девушек кровь вот так и бьёт ключом, переливается во всех жилочках, огонь так и пышет с лица.